# Maroggia
Maroggia (in dialetto ticinese Marogia) è una frazione di 664 abitanti del comune di Val Mara nel Canton Ticino, nel distretto di Lugano.
Originariamente comune autonomo, il 10 aprile 2022 si è fuso con Melano e Rovio per creare il comune di Val Mara.

## Geografia fisica
Maroggia è affacciato sul Lago di Lugano, tra la sponda destra e quella sinistra della foce del fiume Mara.

## Storia

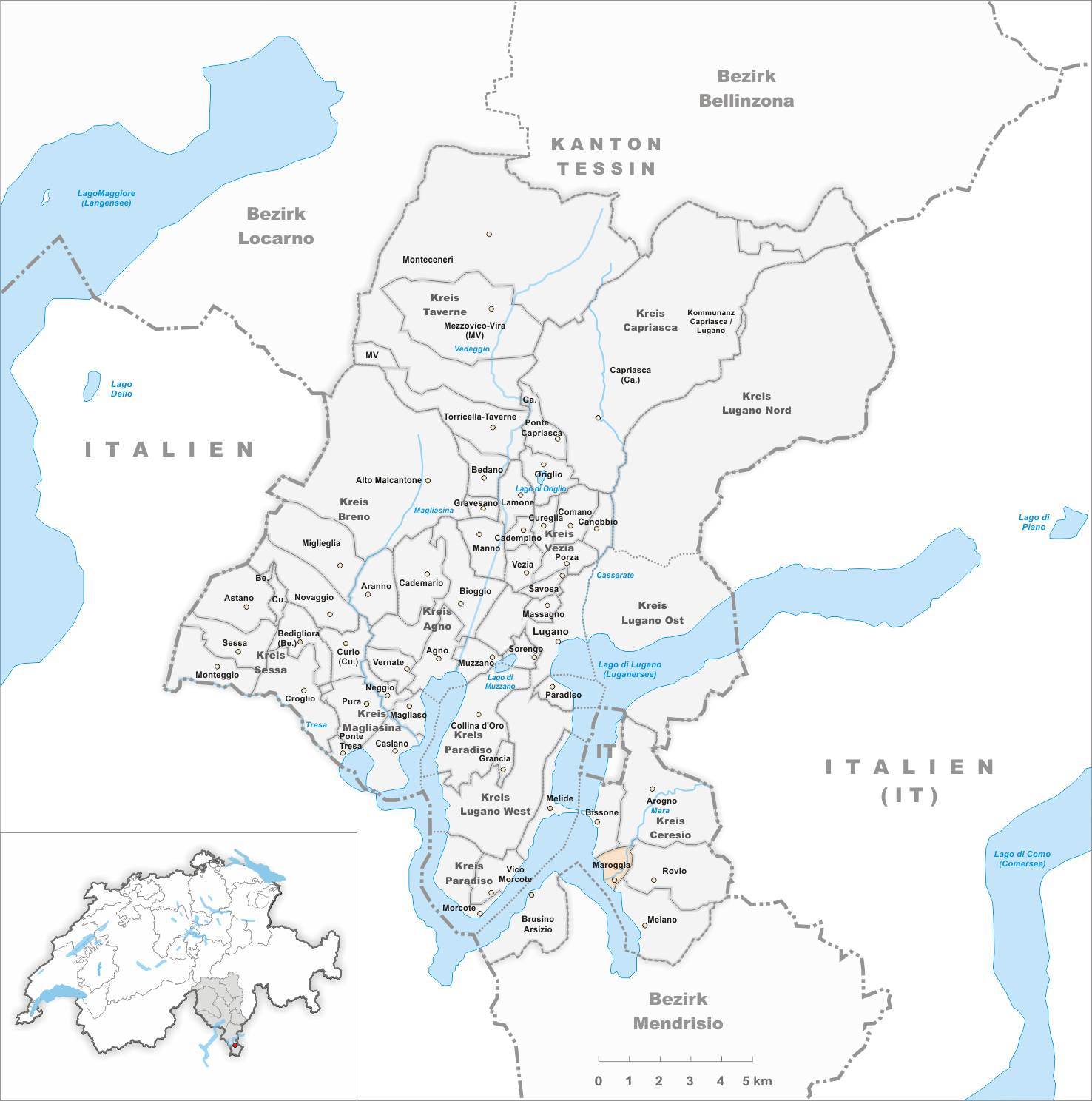
Mappa dell'ex comune di Maroggia

Maroggia fu abitato fin dall'età del Ferro. Sono state rinvenute nel territorio un'iscrizione nord etrusca (1906) e una stele d'epoca romana (1926). Il territorio di Maroggia e le sue adiacenze furono donate dal re Longobardo Liutprando verso il 724 alla basilica di San Carpoforo di Como e successivamente, tramite Carlo Magno alla Basilica di Sant'Ambrogio di Milano. Il castello che, si dice, sorgesse a Maroggia, risaliva forse a questa epoca, sorto a protezione dell'abitato e dell'importante via d'acqua, era probabilmente denominato Maros, forse dal torrente Mara, dal quale, assieme alla Roggia, è ipotizzato derivi in nome del comune, anche se sono diverse le interpretazioni sull'etimologia del nome, Maros, poi Marozia, Marogia e, infine, Maroggia. Il primo censimento attendibile della popolazione è data 1636 e il comune contava 114 abitanti. Le principali famiglie erano i Rodari, i Fossati e i Contestabile.
Nel 1798 Maroggia aderì all'effimera Repubblica di Riva San Vitale. Il vecchio abitato era raggruppato in un nucleo attorno alla chiesa e racchiuso entro porticati a protezione e difesa. La popolazione era impiegata nella pesca e nelle carbonaie e, successivamente, nel mulino (ancora attivo ) e nell'arte statuaria e nell'architettura. Sul finire del XIX secolo erano attive nel comune anche una cartiera e una fabbrica di prodotti alimentari . Nel 1878 Romeo Manzoni aprì l'Istituto internazionale femminile che prese il suo nome, diretto anche da Angelica Cioccari Solichon, poi ceduto nel 1905 ai salesiani, che vi fondarono il collegio Don Bosco (oggi dismesso).

### Simboli
Il comune aveva per simbolo il seguente stemma, così blasonato: d'azzurro, al ponte ad unico arco, d'argento, murato di nero, con due paracarri sulla campata, al mulo, sommeggiato, del secondo, passante, a tre stelle raggiate di sei, d'oro, male ordinate, in capo, alla fascia ondata d'argento, a due burelle d'azzurro, anch'esse ondate.

## Monumenti e luoghi d'interesse
- Chiesa parrocchiale di San Pietro, attestata dal 1579 ma risalente all'alto Medioevo[3]
- Chiesetta della Madonna della Cintura, eretta nel 1731-1766[3]
- Ex Collegio Don Bosco[3], costruito nel 1620-1640 circa[senza fonte];
- Centrale idroelettrica, costruita nel 1890[senza fonte]
- Casa Caccia [2]
- Casa Frigerio [2]
- Mulino, costruito nel XIX secolo[3] (1888[senza fonte])

## Società

### Evoluzione demografica
L'evoluzione demografica è riportata nella seguente tabella:
Abitanti censiti

## Infrastrutture e trasporti

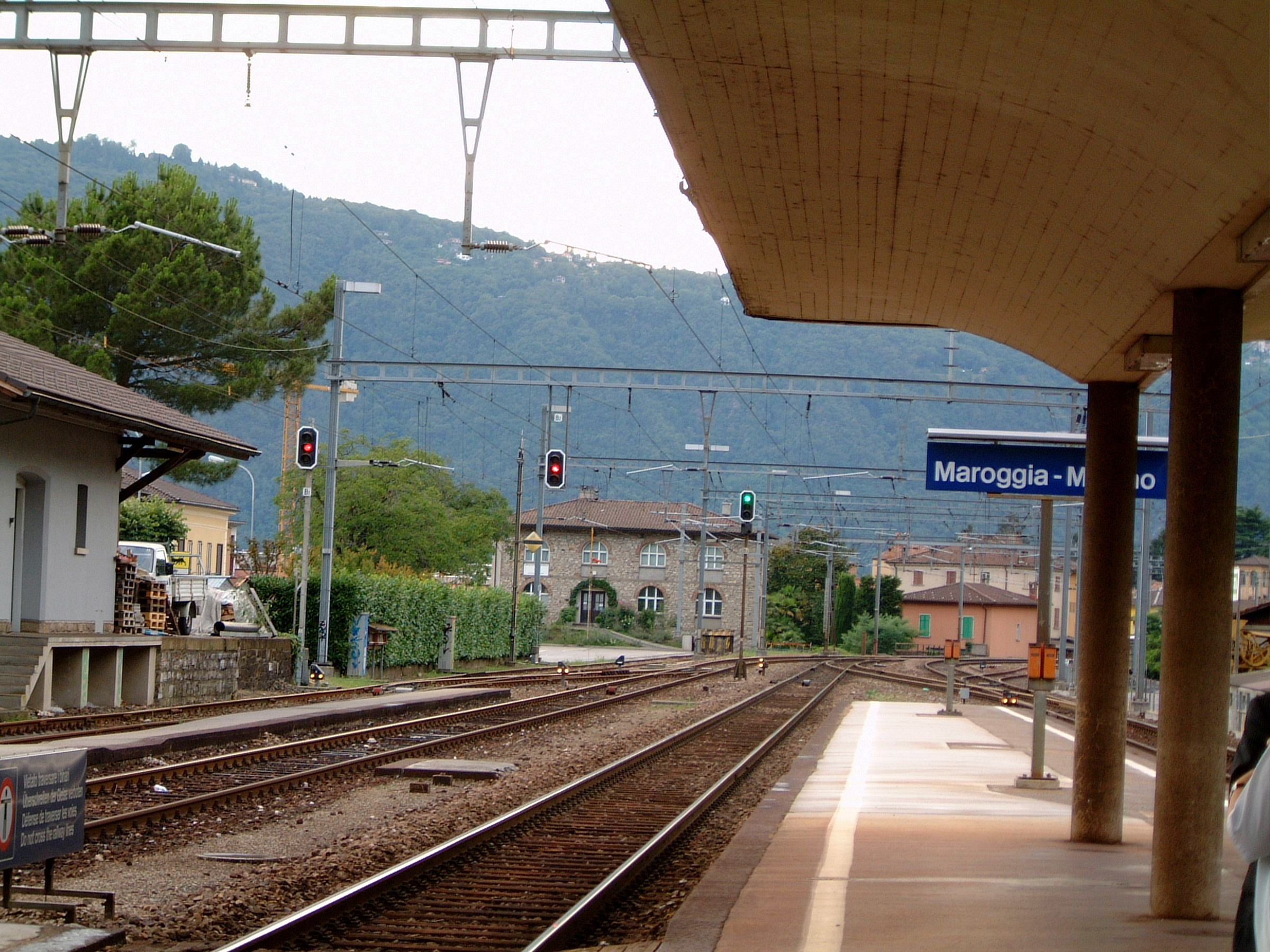
La stazione di Maroggia-Melano

Il paese è servito dalla stazione di Maroggia-Melano della ferrovia del Gottardo.

## Amministrazione
Ogni famiglia originaria del luogo faceva parte del cosiddetto comune patriziale ed aveva la responsabilità della manutenzione di ogni bene ricadente all'interno dei confini del comune.
Il Patriziato di Maroggia è oggi sciolto.